# Gmina Bytom Odrzański
Gmina Bytom Odrzański je polská městsko-vesnická gmina v okrese Nowa Sól v Lubušském vojvodství. Sídlem gminy je město Bytom Odrzański. V roce 2016 zde žilo 5 477 obyvatel.
Gmina má rozlohu 52,41 km² a zabírá 6,8 % rozlohy okresu. Skládá se z devíti starostenství.

## Starostenství
- Bodzów
- Bonów
- Bycz
- Drogomil
- Królikowice
- Małaszowice
- Popowo
- Tarnów Bycki
- Wierzbnica

## Sousední gminy
Niegosławice, Nowa Sól, Nowe Miasteczko, Siedlisko, Żukowice.